# Eloy Teruel
Eloy Teruel Rovira (Murcia, 20 novembre 1982) è un pistard e ciclista su strada spagnolo.

## Palmarès

### Pista
- 2007

Campionati spagnoli, Scratch
- 2010

Campionati spagnoli, Inseguimento a squadre (con Rubén Fernández, Pablo Bernal e Luis León Sánchez)
- 2014

2ª prova Coppa del mondo 2014-2015, Corsa a punti (Londra)
- 2018

Campionati spagnoli, Corsa a punti
- 2020

Campionati spagnoli, Inseguimento individuale
Campionati spagnoli, Corsa a punti
- 2024

Campionati spagnoli, Scratch

### Strada
- 2003 (Dilettanti, una vittoria)

4ª tappa Rutas del Vino (Villarrubia de los Ojos > Viso del Marqués)
- 2004 (Dilettanti, una vittoria)

3ª tappa Vuelta a Cartagena (Lorca > Lorca)
- 2010 (Dilettanti, una vittoria)

5ª tappa-parte a Volta Ciclista a la Provincia de Tarragona (Riudecanyes, cronometro)
- 2019 (Dilettanti, due vittorie)

1ª tappa Vuelta a Salamanca (Villamayor > Sardón de Duero)
2ª tappa Volta a la província de València (Llíria, cronometro)
- 2021 (Dilettanti, una vittoria)

1ª tappa Vuelta al Guadalentín (Águilas > Águilas)

#### Altri successi
- 2015 (Dilettanti)

Criterium Ciudad de Murcia
Memorial Jose Garcia
- 2017 (Dilettanti)

Memorial Jose Garcia
- 2018 (Dilettanti)

Trofeo Interclubs Vinalopo-Elda
- 2019 (Dilettanti)

Trofeo Interclubs Vinalopo-Ibi
Gran Premio Virgen de la Consolación
Gran Premio Poncemur
Classifica a punti Vuelta a Salamanca
- 2022 (Dilettanti)

Trofeo Interclubs Vinalopo-Benferri
- 2024 (Esetec - Salazones Ricardo Fuentes)

Campeones Autonómicos de la Comunitat Valenciana (cronometro)

## Piazzamenti

### Classiche monumento
- Milano-Sanremo

2013: ritirato
- Giro delle Fiandre

2013: ritirato
- Parigi-Roubaix

2013: ritirato

### Competizioni mondiali
- Campionati del mondo su pista

Pruszków 2009 - Corsa a punti: 4º
Pruszków 2009 - Inseguimento a squadre: 5º
Ballerup 2010 - Inseguimento a squadre: 8º
Apeldoorn 2011 - Inseguimento a squadre: 5º
Apeldoorn 2011 - Omnium: 4º
Melbourne 2012 - Omnium: 10º
Minsk 2013 - Inseguimento a squadre: 4º
Minsk 2013 - Corsa a punti: 2º
Cali 2014 - Inseguimento a squadre: 5º
Cali 2014 - Corsa a punti: 3º
Saint-Quentin-en-Yvelines 2015 - Inseguimento a squadre: 10º
Saint-Quentin-en-Yvelines 2015 - Corsa a punti: 2º
Londra 2016 - Corsa a punti: 12º
Hong Kong 2017 - Inseguimento a squadre: 13º
Hong Kong 2017 - Corsa a punti: 17º
Apeldoorn 2018 - Inseguimento a squadre: 16º
Apeldoorn 2018 - Corsa a punti: 8º
- Campionati del mondo su strada

Toscana 2013 - Cronosquadre: 10º
- Giochi olimpici

Londra 2012 - Inseguimento a squadre: 6º
Londra 2012 - Omnium: 9º

### Competizioni europee
- Campionati europei su pista

Alkmaar 2008 - Americana: 13º
Apeldoorn 2011 - Inseguimento a squadre: 4º
Apeldoorn 2011 - Omnium: 9º
Apeldoorn 2013 - Inseguimento a squadre: 4º
Apeldoorn 2013 - Corsa a punti: 3º
Baie-Mahault 2014 - Scratch: 2º
Baie-Mahault 2014 - Inseguimento a squadre: 11º
Baie-Mahault 2014 - Corsa a punti: 12º
Grenchen 2015 - Inseguimento a squadre: 10º
Grenchen 2015 - Corsa a punti: 5º